# Орисаба
Ориса́ба (исп. Orizaba) — город в Мексике, в штате Веракрус. Согласно переписи населения 2010 года в городе проживало 120 995 человек.

## История
Название города происходит от испанизированного произношения Ahuilizapan, в переводе с языка науатль означающее «радостные воды». С этим связано прозвище Орисабы — «Город радостных вод» (исп. Ciudad de las Aguas Alegres).
Благодаря своему экономическому развитию, опережающему другие города, обусловленному табачной монополией, которую имела Орисаба, город был выбран вице-королём Мигелем де ла Груа Таламанка в качестве своей резиденции и местопребывания правительства вице-королевства в течение чрезвычайного положения. Таким образом в 1797—1798 годах Орисаба была столицей Вице-королевства.
8 мая 1874 года Орисаба объявлена столицей штата Веракрус губернатором Аполинаром Кастийо, но в 1878 году мятеж, возглавленный Хуаном де ла Лус Энрикесом лишил власти Кастийо и окончательно переместил местопребывание столицы в Халапе.
В городе установлен памятник капитану Арно, последнему губернатору острова Клиппертон под мексиканским флагом, известном своей трагической историей-робинзонадой.